# Thomas Bell (homme politique)
Pour les articles homonymes, voir Bell et Thomas Bell (homonymie).
Thomas Bell (1863-1945), est un marchand et un homme politique canadien du Nouveau-Brunswick.

## Biographie
Thomas Bell naît le 22 novembre 1863 à Saint-Jean, au Nouveau-Brunswick.
Il se lance en politique fédérale et est élu député conservateur de la circonscription de Saint-Jean-Albert le 29 octobre 1925. Il est ensuite réélu en 1926 et 1930.
Thomas Bell meurt le 8 décembre 1945.